# 16847 Sanpoloamosciano
16847 Sanpoloamosciano este un asteroid din centura principală de asteroizi.

## Descriere
16847 Sanpoloamosciano este un asteroid din centura principală de asteroizi. A fost descoperit pe 8 decembrie 1997 la San Polo a Mosciano de Massimiliano Mannucci și Nico Montigiani. Asteroidul prezintă o orbită caracterizată de o semiaxă mare de 2,59 ua, o excentricitate de 0,18 și o înclinație de 14,9° în raport cu ecliptica.